# Gerson Baldé
Gerson Baldé (* 28. Januar 2000 in Albufeira) ist ein portugiesischer Leichtathlet, der sich auf den Weitsprung spezialisiert hat und auch im Hochsprung an den Start geht. Bis 2019 startete er für Sporting Lissabon, seit 2020 zieht er das Trikot des Rivalen Benfica Lissabon an.

## Sportliche Laufbahn
Als Jugendlicher begann er in der erst 2009 gegründeten, seither erfolgreichen Leichtathletikabteilung des erst 2006 entstandenen Sportvereins Associação de Atletismo da Bela Vista aus der Stadt Lagoa. Bereits volljährig, wechselte er 2018 zu Sporting Lissabon in die Hauptstadt und wurde 2019 portugiesischer Jugend-Meister im Hochsprung, sowohl in der Halle als auch draußen. Er wurde auch portugiesischer Freiluft-Hochsprungmeister in der U23-Klasse und stellte mit 2,15 Metern den Jahresrekord im Jugendbereich auf. Daneben verlegte er sich mehr und mehr auf den Weitsprung.
Erste internationale Erfahrungen sammelte Gerson Baldé im Jahr 2019, als er bei den U20-Europameisterschaften in Borås im Finale keinen gültigen Versuch im Hochsprung zustande brachte. 2021 schied er bei den U23-Europameisterschaften in Tallinn mit übersprungenen 2,11 m in der Qualifikationsrunde aus und im Jahr darauf belegte er bei den Ibero-Amerikanischen Meisterschaften in La Nucia mit 2,21 m den vierten Platz. Anschließend gelangte er bei den Mittelmeerspielen in Oran mit 2,09 m auf Rang zehn, ehe er bei den Europameisterschaften in München mit 2,12 m den Finaleinzug verpasste. 2023 schied er bei den Halleneuropameisterschaften in Istanbul mit 2,14 m in der Vorrunde aus und im Juni wurde er bei der 1. Liga der Team-Europameisterschaft im Rahmen der Europaspiele in Chorzów mit 2,17 m Zweiter im B-Finale. Im Jahr darauf brachte er bei den Europameisterschaften in Rom im Weitsprungfinale keinen gültigen Versuch zustande und 2025 belegte er bei den Halleneuropameisterschaften in Apeldoorn mit 8,07 m den vierten Platz. Kurz darauf gelangte er bei den Hallenweltmeisterschaften in Nanjing mit 8,03 m auf Rang acht.
In den Jahren 2020, 2022 und 2023 wurde Baldé portugiesischer Meister im Hochsprung sowie 2023 und 2024 im Weitsprung. Zudem wurde er 2020, 2022 und 2023 Hallenmeister im Hochsprung sowie 2024 und 2025 im Weitsprung.

## Persönliche Bestleistungen
- Hochsprung: 2,23 m, 8. August 2020 in Lissabon
- Weitsprung: 8,14 m, 21. Februar 2024 in Pombal